# Abbassa
Abbassa o Abassa (segle viii) fou una princesa abbàssida, germana d'Harun ar-Raixid.
Harun ar-Raixid es mostrava trist de ser el seu parent, perquè la tenia en alta estima i se sentia atret per ella a causa de la seva bellesa, virtuts i talents. Per no haver de separar-se d'ella, la casà amb el seu visir Jàfar ibn Yahya; d'aquesta manera Harun tindria el gust de poder conversar amb les dues persones de més intel·ligència que coneixia alhora, car segons un antic costum, una princesa no podia romandre davant d'un home, a menys que fos el seu marit o un familiar. El califa posà una condició al casament, exigí a Jàfar que no consumaria mai el matrimoni, que només miraria a Abbassa com una germana i mai com una dona. El motiu hauria estat la preocupació que li causava el deshonor que resultaria de mesclar la sang dels califes amb la d'un vassall, per molt distingit que fos i per molta estima que li tingués. Amb tot, la unió d'ambdós feu transgredir la condició de Harun, Abbassa quedà embarassada d'un fill, que tractaren d'ocultar, fins i tot quan el nen va nasqué l'enviaren a la Meca.
Finalment, les notícies arribaren a orelles del califa, que enrabiat feu executar no sols a Jàfar, que fou decapitat, sinó a tota la seva família, els barmàquides. Per la seva banda, Abbassa fou expulsada del palau, privada de tots els seus béns i reduïda a la més absoluta misèria. Segons un relat, uns anys més tard s'hauria trobat amb una senyora que la reconegué i prestà ajuda donant-li 500 dracmes de plata. Altres versions, diuen que fou reclosa a les masmorres de palau, on hi hauria mort de pena.
Es diu que Abbassa era una dona de molt talent per a les arts, especialment per a la poesia, de versos de gran qualitat. Alguns fragments, segons Knapp, tracten sobre la pròpia bellesa, talents i infortunis, on titlla de tirà al seu germà.